# Налоговая оптимизация
Налоговая оптимизация (оптимизация налогообложения; англ. tax avoidance) — деятельность налогоплательщика, направленная на снижение налоговых платежей и приводящая к увеличению финансового результата, включающая в себя использование всех предоставленных действующим законодательством налоговых льгот, налоговых освобождений и других законных преимуществ.

## Определение
Ряд экономистов определяют налоговую оптимизацию как деятельность, осуществляемая налогоплательщиком для законного снижения налоговых платежей и приводящая к увеличению финансового результата.

## Налоговая оптимизация vs налоговая экономия
Налоговая экономия — это деятельность по сокращению налоговых выплат, а налоговая оптимизация — это деятельность по увеличению финансового результата, которая может привести даже к увеличению налоговых выплат.

## Задачи налоговой оптимизации
Ряд экономистов определяют задачи оптимизации налогообложения: формирование оптимальной налоговой политики; определение оптимальных способов исчисления, сроков платежей и условий формирования налоговой базы для всех налогов предприятия; разработка мероприятий по улучшению налоговой платежеспособности предприятия; проведение оптимальной налоговой политики; оптимизация налогов предприятия и другие.
Налоговая оптимизация осуществляется в рамках налогового планирования, что обеспечивает целенаправленность налоговой оптимизации и согласованность налоговых показателей.

## Классификация
Согласно ФНС РФ налоговая оптимизация классифицируется как:
- законная, если налогоплательщик получает обоснованную налоговую выгоду; и
- незаконная, если налогоплательщик получает необоснованную налоговую выгоду.

Необоснованная налоговая выгода возникает согласно ст. 54.1. НК РФ в результате искажения сведений о фактах хозяйственной жизни (совокупности таких фактов), об объектах налогообложения, подлежащих отражению в налоговом и (или) бухгалтерском учёте либо налоговой отчетности налогоплательщика.
Обоснованная налоговая выгода возникает ст. 54.1. НК РФ, если основной целью совершения сделки не являются неуплата суммы налога и обязательство по сделке исполнено лицом, являющимся стороной договора, заключенного с налогоплательщиком, передано по договору или закону.
Ряд экономистов выделяют ещё:
- перспективную налоговую оптимизацию, когда способы уменьшают налоговую нагрузку налогоплательщика в течение нескольких налоговых периодов; и
- текущую налоговую оптимизацию, когда способы позволяют снижать налоговую нагрузку налогоплательщика в конкретном налоговом периоде.

## Расчёты налоговой оптимизации
Коэффициент налоговой экономии (КНЭ, англ. TAR) — финансовый показатель, характеризующий сокращение налоговых выплат и налоговую экономию, рассчитывается по формуле:
{\displaystyle TAR={\frac {TA}{E_{0}}}},
где {\displaystyle TAR} — коэффициент налоговой экономии, {\displaystyle TA} — налоговая экономия, {\displaystyle E_{0}} — финансовый результат до осуществления налоговой оптимизации.

## Способы налоговой оптимизации
Законная налоговая оптимизация достигается посредством выбора:
- организационно-правовой формы, при которой действует благоприятный режим налогообложения;
- режима налогообложения, при котором можно будет снизить налоговую нагрузку предприятия;
- вида деятельности, при котором распространяются налоговые льготы и которые облагаются по меньшей налоговой ставке по сравнению с другими видами деятельности;
- налоговой юрисдикции, при которой выбор регистрация организации на территории с льготным налогообложением, офшорные зоны или регионы с меньшим уровнем налогообложения;
- учётной политики, при которой имеется возможность применять методы, снижающие налоговую нагрузку:

- способа управления активами, изменяющую налоговую базу;
- метода определения даты начисления задолженности.

## Схема налоговой оптимизации
Налоговая оптимизация на предприятии осуществляется с помощью разработанной схемы налоговой оптимизации. Схема налоговой оптимизации — это алгоритм законного снижения налоговых платежей, включающий методы, подходы, методики налоговой оптимизации.